# روبرت هوك
روبرت هوك (18 يوليو 1635، وفق التقويم القديم - 3 مارس 1703) فيلسوف طبيعي ومعماري وعالم موسوعي إنجليزي وعضو الجمعية الملكية. وفي وقت واحد، شغل منصب أمين تجارب الجمعية الملكية وعضو مجلسها وأستاذ الهندسة في غريشام ومساح لمدينة لندن بعد حريق لندن الكبير، حيث أجرى أكثر من نصف عمليات مسح لندن بعد الحريق. كما كان أيضًا من المعماريين البارزين في عصره، وكان له دور أساسي في وضع مجموعة من الضوابط في تخطيط لندن لا زال لها أثرها إلى اليوم. وقد اعتبره المؤرخ آلان تشابمان «ليوناردو دا فينشي إنجلترا».
درس هوك في كلية وستمنستر، وكان مقربًا لأحد زعماء الملكيين جون ويلكنز. وهناك عمل مساعدًا لتوماس ويليس وروبرت بويل، والذي من أجله صنع مضخات التفريغ التي استخدمها بويل في تجاربه حول قوانين الغازات. صنع هوك أيضًا عددًا من أوائل المقرابات الغريغورية، التي رصد بها دوران المريخ والمشتري. واستنادًا إلى ملاحظاته على الأحفوريات، كان من المؤيدين الأوائل لنظرية التطور البيولوجي. درس هوك ظاهرة الانكسار، واستنتج النظرية الموجية للضوء. كما كان له أعمال ريادية في مجال المساحة وصنع الخرائط. وكان قريبًا أيضًا من التوصل إلى استنتاج الجاذبية وفق قانون التربيع العكسي، وهي العلاقة التي تحكم حركة الكواكب، والتي طورها نيوتن في وقت لاحق. ارتبطت معظم أعمال هوك العلمية بمنصبه كأمين تجارب الجمعية الملكية، وهو المنصب الذي شغله منذ عام 1662، أو كمساعد لروبرت بويل.

## حياته وأعماله

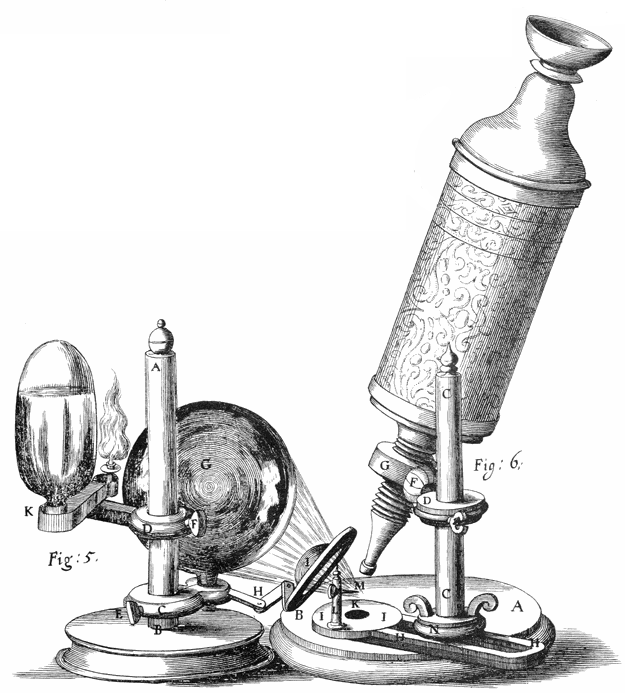
مجهر هوك كما رسم في كتابه الفحص المجهري.

معظم ما هو معروف عن بداية حياة هوك مصدره سيرته الذاتية التي بدأ فيها عام 1696، ولم ينتهي منها، والتي أشار إليها ريتشارد والر في مقدمته لكتاب مؤلفات روبرت هوك الذي طبع بعد وفاته عام 1705. ويعد كتاب والر، وكتاب حيوات أساتذة غريشام لجون وارد، وكتاب 'ملخص حيوات لأوبري جون، أقرب المراجع الأساسية لسيرة هوك الذاتية.

### بداية حياته
ولد روبرت هوك في عام 1635 في فريشواتر في جزيرة وايت لجون هوك وسيسلي جيليز. كان روبرت أصغر الأبناء الأربعة لوالديه، وبينه وبين شقيقه الأكبر منه مباشرةً سبعة أعوام. كان والده جون كاهن كنيسة كل القديسين في فريشواتر، وكذلك كان اثنان من أعمامه. وكان من المتوقع أن ينجح روبرت هوك في دراسته وينضم إلى الكنيسة. كما كان والده مسؤولًا عن مدرسة محلية، ولذا كان قادرًا على تدريس روبرت، على الأقل جزئيًا في المنزل ربما بسبب ضعف صحة طفله النحيل. كان والده من أنصار الملك ومن المرجح أنه كان ضمن وفد ذهب لتقديم الولاء للملك تشارلز الأول ملك إنجلترا، عندما هرب إلى جزيرة وايت. لذا، نشأ روبرت أيضًا، على الولاء المطلق للملكية.
في شبابه، افتتن روبرت هوك بالملاحظة والأعمال الميكانيكية والرسوم، وهي الاهتمامات التي ظل يساهم فيها طوال حياته بطرق مختلفة. فقد قام بتفكيك ساعة نحاسية وصنع نموذج خشبي مماثل عمل على نحو جيد بما فيه الكفاية، كما تعلم الرسم بعد أن جذبته رسوم فنان متجول.
عند وفاة والده عام 1648، ورث روبرت نحو 40 جنيهًا مكنته من شراء رخصة التلمذة الصناعية رغم سوء حالته الصحية طوال حياته، ولكن نظرًا لما خلّفه والده من عُدد ميكانيكية، ظن أنه يمكنه أن يصبح صانع ساعات أو رسام للزخارف حيث كان مهتمًا بالرسم أيضًا. كان هوك طالبًا شديد الذكاء، لذا فبالرغم من ذهابه للندن للحصول على رخصة التلمذة الصناعية، إلا أنه درس فترةً وجيزةً مع صموئيل كوبر وبيتر ليلي، لذا أصبح مؤهلًا لدخول مدرسة وستمنستر في لندن تحت إشراف د. باسبي. أتقن هوك سريعًا اللاتينية واليونانية، ودرس القليل من العبرية، كما أتقن أصول أقليدس. وفيها أيضًا شرع في دراسة الميكانيكا التي لازمته طوال حياته.

### أكسفورد

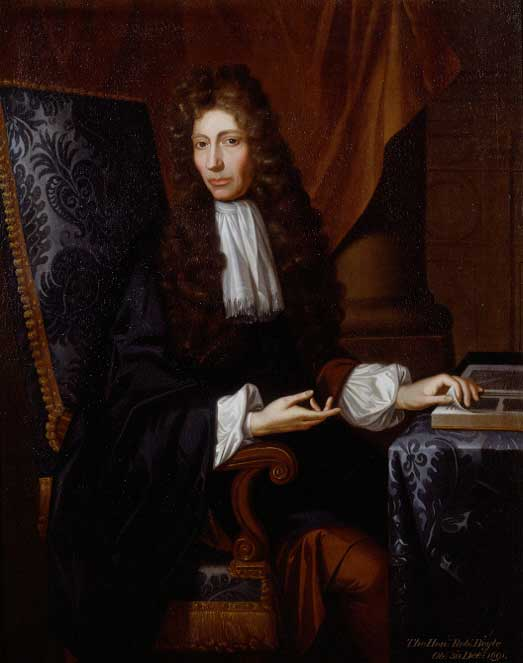
روبرت بويل

في عام 1653، استطاع هوك أن يحصل على فرصة للالتحاق بكنيسة المسيح في جامعة أكسفورد، للعمل كمساعد كيميائي لتوماس ويليس، الذي كان هوك معجبًا به بشدة. هناك التقى الفيلسوف الطبيعي روبرت بويل، وحصل على وظيفة مساعد لبويل من حوالي عام 1655 حتى عام 1662، في صنع وتشغيل وتوصيف مضخة بويل للهواء.
وقد وصف هوك بنفسه الفترة التي قضاها في أكسفورد، بأنها التي أسست لشغفه بالعلم مدى حياته، وأن صداقاته التي كونها هناك مثلت له أهمية قصوى طوال حياته المهنية، خاصةً كريستوفر رن. وكمساعد لبويل، طوّر هوك مضخة هواء لتجارب بويل استنادا على مضخة رالف غريتوركس، والذي اعتبره هوك «عظيم جدًا قادر على أداء أي شيء عظيم.»

### مثبت ميزان الساعة

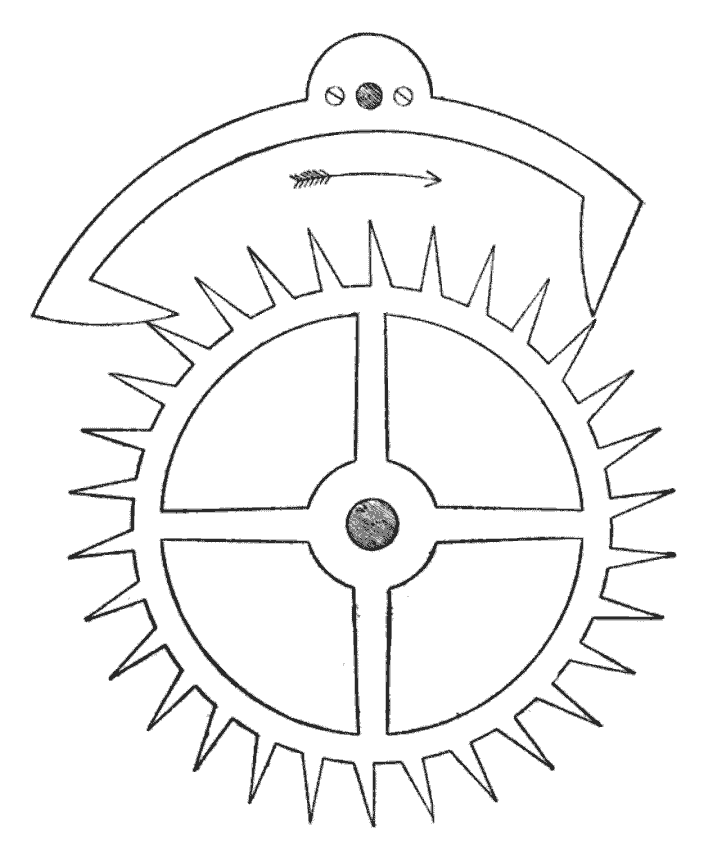
مثبت ميزان الساعة

وفقًا لسيرة هوك الذاتية، بدأ هوك عام 1655 بدراسة الفلك بمفرده، مع بعض المساعدات من جون وارد. وفي عام 1657 أو 1658، اهتم هوك بإدخال تعديلات على رقاص الساعة، حيث بدأ بتحسين آليات البندول، ودراسة أعمال ريتشيولي، وواصل دراسة كل من الجاذبية وآليات ضبط الوقت. كما ذكر هوك أنه كان له تصور لطريقة لتحديد الطول الجغرافي، استخدم هوك ساعة جيب من صنعه، مثبتة بلفافة زنبركية، معلقة بميزان الساعة. وحين حاول تسجيل براءة اختراع لتلك الطريقة، اصطدم بأحد البنود التي تسمح للآخرين بتحقيق ربح إذا أدخلوا تعديلات على مخترعه، وهو ما رفضه بشدة، وهو ما جعله أكثر غيرة وحرص على اختراعاته. هناك أدلة قوية وموثوقة، كتأكيدات توماس وارد وأوبري ووالر وآخرين، أن هوك طوّر النابض الشعري بشكل مستقل وقبل خمسة عشر عامًا من إعلان هوغنز عن اختراعه في فبراير 1675. وصف هنري سولي مثبت ميزان الساعة في مقال له في باريس عام 1717، بأنه «اختراع رائع من اختراع الدكتور هوك أستاذ الهندسة السابق في كلية غريشام في لندن». كما نسبه ديرهام أيضًا إلى هوك.

### الجمعية الملكية
تأسست الجمعية الملكية عام 1660، في 5 نوفمبر 1661، اقترح السير روبرت موراي تعيين أمين أو منسق لإجراء التجارب في الجمعية، وكان هناك إجماع على اختيار هوك، وتم تعيينه في 12 نوفمبر، مع توجيه الشكر لبويل لموافقته على إنهاء خدمات هوك لكي يعمل في الجمعية. وفي عام 1664، أوقف السير جون كوتلر عائد سنوي قدره 50 جنيهًا للجمعية من أجل إلقاء محاضرات ميكانيكية، وأسندت المهمة لهوك. وفي 27 يونيو 1664، تم إقرار ذلك، وفي 11 يناير 1665، أصبح حصل على راتب إضافي 30 جنيهًا إسترلينيًا، إضافة إلى وقف كوتلر.
كان دور هوك في الجمعية الملكية هو إثبات صحة الاختراعات عن طريقة إجراء تجاربه الخاصة أو تجارب بناء على اقتراحات الأعضاء. كان من بين تلك التجارب مناقشة طبيعة الهواء، وانهيار فقاعات الزجاج المحاطة بالهواء الساخن. كما أثبت أن الكلب يمكنه أن يبقى على قيد الحياة بصدر مفتوح شريطة أن يضخ الهواء داخل وخارج رئتيه، كما لاحظ الفرق بين دم الوريد ودم الشريان. كانت هناك أيضًا تجارب على موضوع الجاذبية، وتساقط الأشياء ووزن الأجسام وقياس الضغط الجوي على ارتفاعات مختلفة، وعلى رقاصات الساعات حتى طول 200 قدم. إضافة إلى تجارب على أجهزة صنعت لقياس ثانية من قوس حركة الشمس أو النجوم الأخرى، وتجارب لقياس قوة البارود، وماكينة لقص أسنان تروس الساعات أدق بكثير من التي قد تصنع باليد.
في عامي 1663-1664، جمع هوك ملاحظاته المجهرية التي نشرها في كتابه الفحص المجهري عام 1665. وفي 20 مارس 1664، خلف هوك آرثر داكريس كأستاذ الهندسة في غريشام. إلا أنه لم يحصل على درجة «الدكتوراه في الفيزياء» إلا في ديسمبر 1691.

## شخصيته والنزاعات
كان هوك غضوبًا، على الأقل في آخر حياته، وفخورًا، ويشعر بالامتعاض من المنافسين له فكريًا، على الرغم من أنه كان وبكل المقاييس أيضًا صديقًا وحليفًا قويًا ومواليًا دائمًا لدائرة المتحمسين للملكية والذي بفضلهم التحق بكلية وادهم، ولا سيما كرسطفر رِن. تشوهت سمعته بعد وفاته، ويعزى ذلك إلى نزاعه الشهير مع إسحاق نيوتن حول أعماله حول الجاذبية والكواكب ونوعًا ما الضوء. كما كان له خلاف آخر مع أُلدنبُرْج حول مثبت ميزان الساعة. وعندما تولّى نيوتن رئاسة الجمعية الملكية، فعل الكثير لطمس أعمال هوك، بما في ذلك، وفق ما يقال، تدميره للصورة الوحيدة المؤكدة لهوك. في القرن العشرين، رُد الاعتبار لشخص هوك من خلال الدراسات التي قام بها روبرت غُنْثَر ومرغريت إسبيناس. فبعد فترة طويلة من تشويه السمعة، تم الآن الاعتراف بكونه أحد أهم علماء عصره.

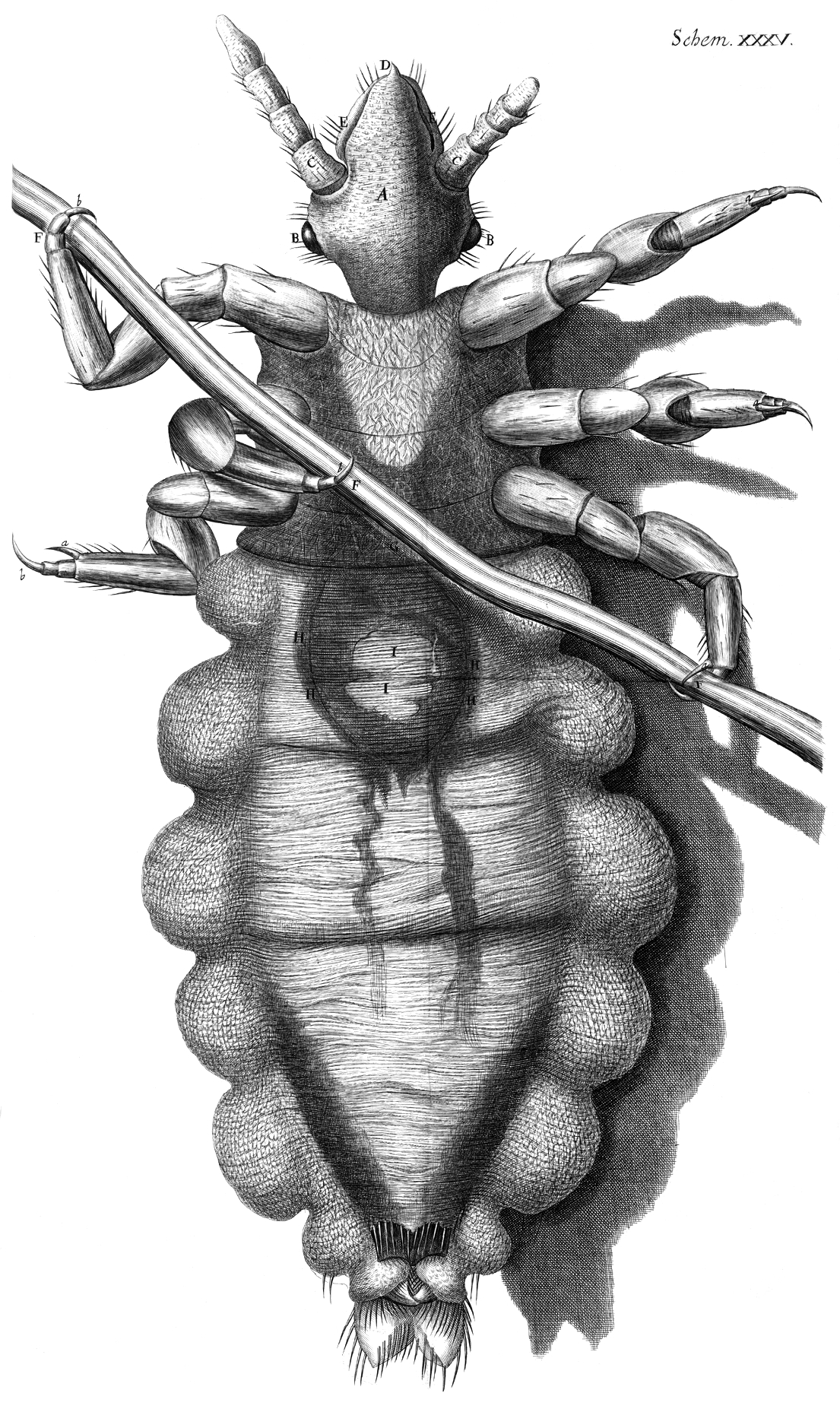
رسم لقملة في كتاب هوك «الفحص المجهري»

كتب الكثيرون عن الجانب المحزن في شخصية هوك، بدءًا من تعليقات كاتب سيرته الأولى رتشرد والر، الذي وصف هوك بأنه «شخص حقير» و«سوداوي ويسيء الظن وحسود.» أثرت تعليقات والر على غيره من الكتاب لأكثر من قرنين من الزمان، حتى أصبحت صورة هوك الأناني الساخط البخيل المعادي للمجتمع تهيمن على العديد من الكتاب والمقالات القديمة. على سبيل المثال، قال أرثر بيري أن هوك «ادعى ملكيته لمعظم الاكتشافات العلمية في ذلك الوقت.» وكتب سوليفان أن هوك كان «بالتأكيد عديم الضمير» و«يتملكه الغرور والقلق النفسي» في التعامل مع نيوتن. كما استخدم مانويل عبارة «عدواني وحسود وانتقامي» في وصفه لهوك. ووصف الكثيرون هوك بأن له «طبع ساخر» و«لسان سليط.» إلا أن أندرادي كان أكثر تعاطفًا، لكنه أيضًا استخدم صفات «معقد» و«مريب» و«عصبي» في وصف هوك.
كشف نشر يوميات هوك عام 1935، عن جوانب أخرى في حياة الرجل، وقد اهتمت إسبيناس على وجه الخصوص بتفصيلها بعناية. فكتبت تقول بأن «الصورة التي رسمت عادة لهوك بأنه منعزل وكئيب وحسود زائفة تمامًا». فقد تعامل هوك بفاعلية مع الحرفيين وصانعي الساعات وصانعي الأجهزة. وفي كثير من الأحيان، كان هوك يلتقى كريستوفر رن الذي كانت تجمعهما مصالح مشتركة كثيرة، كما كانت له صداقة دائمة مع أُبْرِي جون. كما أشارت يوميات هوك أيضًا في عدة مواقع إلى لقاءات في مقاهي وحانات، وإلى لقاءات عشاء مع روبرت بويل. كما تناول الشاي في مناسبات عديدة مع مساعد مختبره هاري هانت. وداخل أسرته، استضاف هوك ابنة أخيه وابن عمه في منزله لتعليمهم الرياضيات.
قضى روبرت هوك معظم حياته في جزيرة وايت وفي جامعة أوكسفرد وفي لندن. ولم يتزوج أبدًا، ولكن كانت له علاقات جنسية مع العديد من خادماته، كما اتخذ من ابنة أخيه عشيقة له منذ عام 1676، حتى وفاتها عام 1687، فانتابته حالة من الاكتئاب والسوداوية لازمته حتى وفاته. وفي 3 مارس 1703، توفي هوك في لندن، ودفن في أسقفية سانت هيلين، إلا أن موقع قبره على وجه التحديد غير معروف.

## العلوم

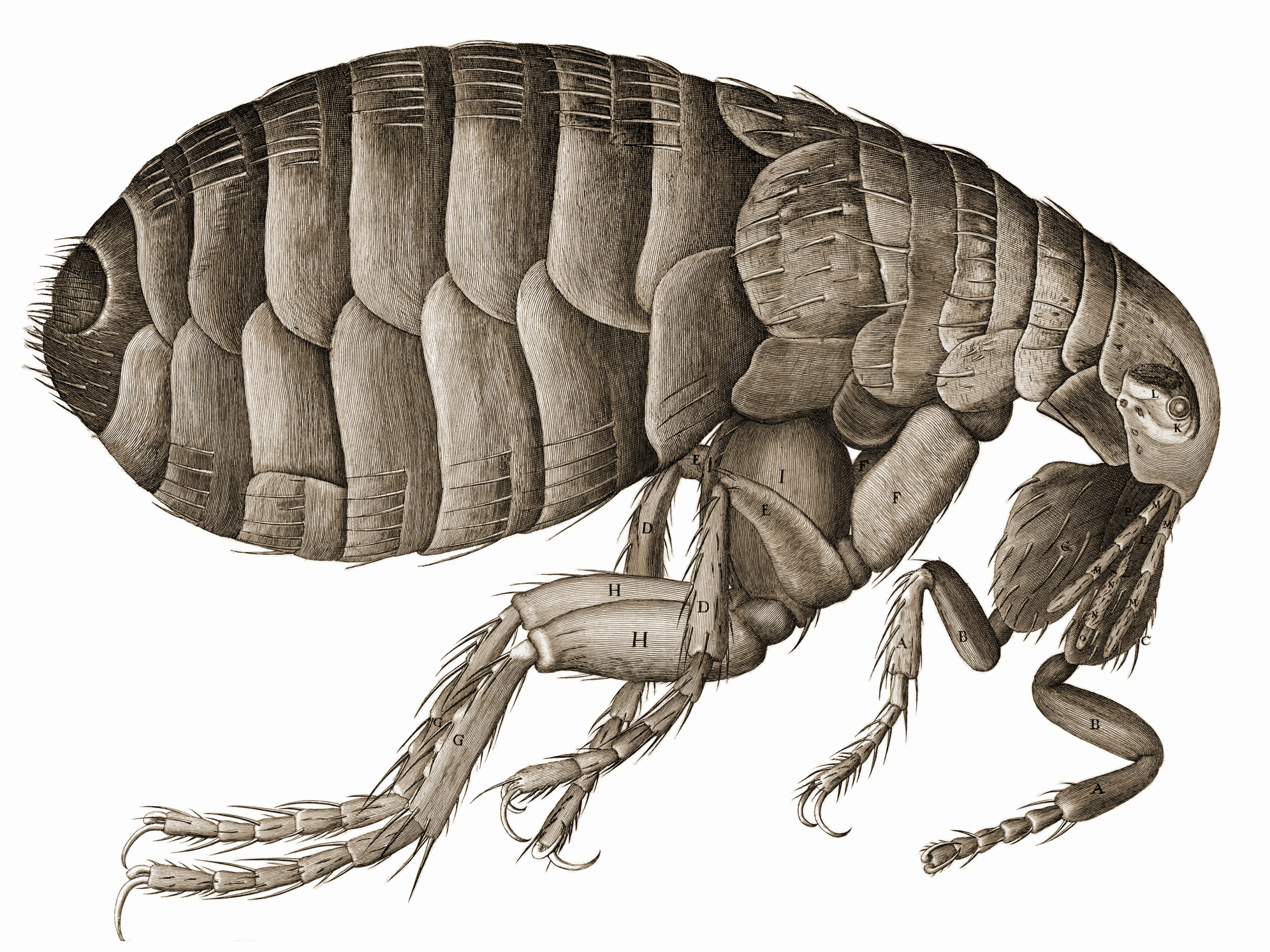
رسم هوك لبرغوث.

### الميكانيكا
في عام 1660، اكتشف هوك قانون هوك للمرونة الذي يصف التناسب الخطي للشد مع المرونة عند شد الزنبرك. استغل هوك عمل حول المرونة في أغراض عملية، في تطوره للنابض الشعري، الذي مكّن ولأول مرة الساعات المحمولة من الحفاظ على الوقت بدقة معقولة. كان هناك نزاع مرير بين هوك وكريستيان هوغنس حول أولوية الوصول إلى هذا الاختراع استمر لعدة قرون بعد وفاة كل منهما، إلا أنه في مذكرة مؤرخة بتاريخ 23 يونيو 1670 من أوراق هوك، وصف فيها إثبات صناعة ساعة استخدم فيها تقنية النابض الشعري أمام الجمعية الملكية، تجعل إدعاء هوك هو الأرجح.

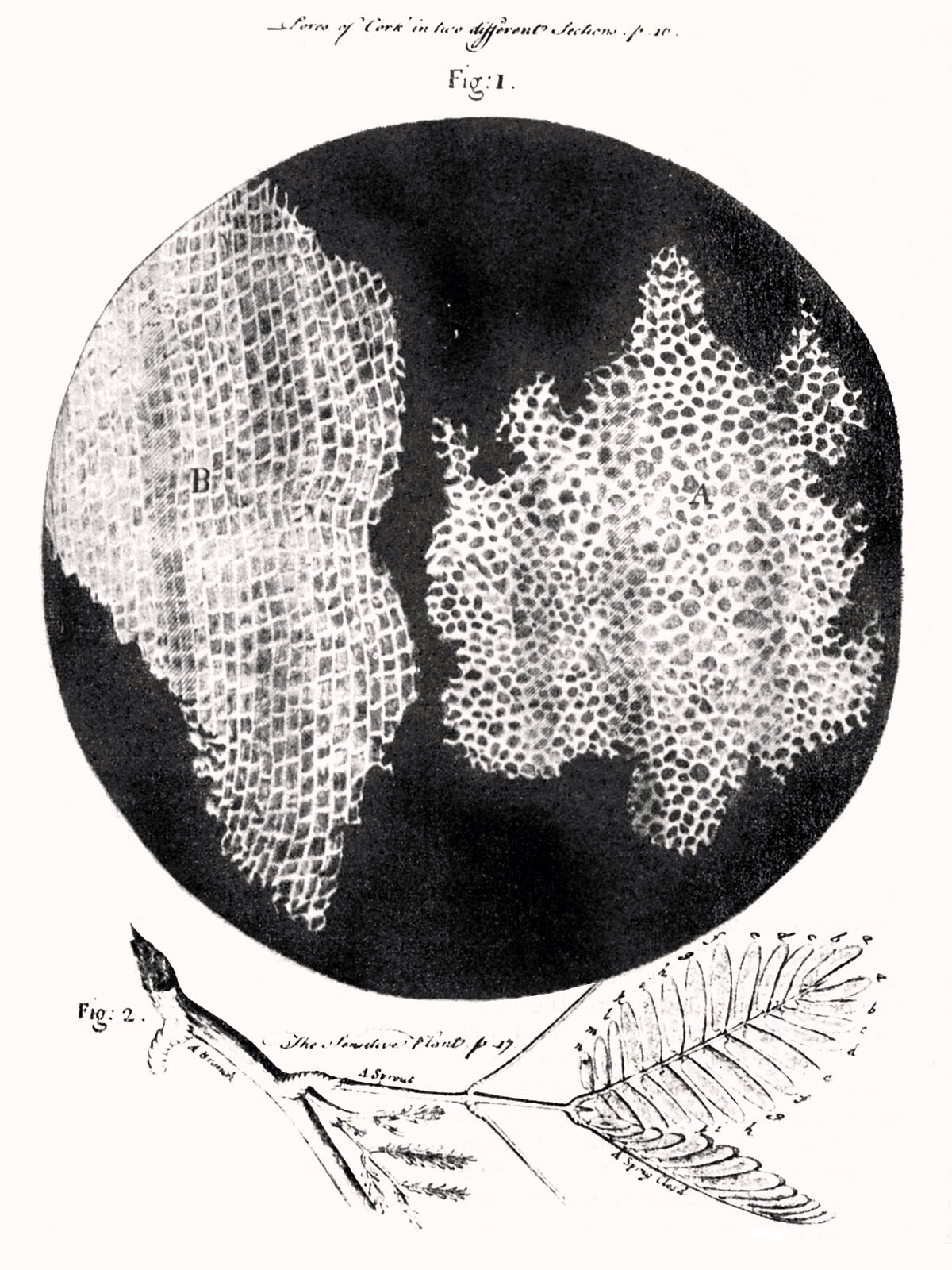
رسم لبنية خلية لهوك.

في عام 1662، أصبح هوك أمين تجارب الجمعية الملكية المؤسسة حديثًا، وتولى مسؤولية تنفيذ التجارب في جلساتها الأسبوعية، وهو المنصب الذي شغله لأكثر من 40 عامًا. ورغم أن هذا المنصب أبقاه في خضم تطورات العلوم في بريطانيا وخارجها، إلا أنه زج به أيضًا إلى بعض نقاشات حادة مع علماء آخرين، مثل هيغنز، وخاصة مع إسحاق نيوتن ومع هنري أولدنبورغ في الجمعية الملكية. وفي عام 1664، تم تعيين هوك أيضًا أستاذ للهندسة الرياضية في كلية غريشام في لندن ومحاضرًا في الميكانيكا.
في 8 يوليو 1680، لاحظ هوك الأنماط العقدية المصاحبة للنمط الاهتزازي العادي لألواح الزجاج، حيث وضع هوك قوس على طول حافة لوح زجاج مغطى بالدقيق، وسجّل ظهور الأنماط العقدية.

### الجاذبية
في الوقت الذي كان معاصري هوك يعتقدون بأن الأثير هو وسط ينقل التجاذبات والتنافرات بين الأجسام الكونية، زعم هوك في كتابه الفحص المجهري عام 1665، بأن مسألة التجاذبات أساسها وجود قوى جاذبية. وفي محاضرة له عام 1666 أمام الجمعية الملكية بعنوان "عن الجاذبية" أرسى هوك مبدئين وهما أن كل الأجسام تتحرك في خطوط مستقيمة ما لم تتأثر بقوة ما تجبرها على الانحراف، وأن قوى الجذب تزداد كلما تقاربت الأجسام. وقد نقل دوغالد ستيوارت في كتابه عناصر فلسفة العقل البشري، كلمات هوك في محاضرة ألقاها عام 1674، يصف فيها نظام العالم على النحو التالي: 
أولًا: كل الأجسام السماوية لها قدرة جذب إلى مراكزها لا تجذب فقط توابعها، بل وتجذب كل الأجسام الواقع داخل نطاق تأثيرها. ثانيًا: كل الأجسام لها حركة بسيطة وستستمر في الحركة المستقيمة، ما لم تنحرف عنها بتأثير قوى خارجية تجعلها تتحرك في مجال دائري أو بيضاوي أو في أي شكل منحني آخر. ثالثًا: هذا الجذب يزداد كلما تقاربت الأجسام. غير أني لم أحدد مدى النقص في قوى الجذب عند زيادة المسافة."
وفي عام 1674، نشر هوك أفكاره حول نظام العالم مع بعض التطوير حيث وصف محاولته إثبات حركة الأرض من خلال ملاحظات رصدها. وسلّم هوك بالتجاذب المتبادل بين الشمس والكواكب، التي تتزايد كلما كانت الأجسام أقرب. ولم تحظ اكتشافات هوك تلك باهتمام حتى عام 1674، ربما لكونه لم يقدم دليلًا ملموسًا أو إثباتًا رياضيًا، حيث أقر بعدم توصله إلى ذاك الحين إثبات لزعمه.
وفي نوفمبر 1679، تبادل هوك مراسلات مع نيوتن (نصها الكامل الآن منشور). كان الهدف الظاهري منها أن يخبر هوك نيوتن بأنه تم تعيينه أمينًا على مراسلات الجمعية الملكية. كان دور هوك كأمين لمراسلات الجمعية، يستدعي أن يراسل الأعضاء لمناقشة أبحاثهم، أو استطلاع وجهات نظرهم حول أبحاث الآخرين. ولكي يشحذ همة نيوتن ليضمن أن يرد على رسالته، سأله عن رأيه في مسائل علمية مختلفة. رد نيوتن على الرسالة بعرضه لتجربته عن الجاذبية الأرضية، التي استخدم فيها جسمًا معلقًا في الهواء ثم تركه يسقط. كانت الفكرة الأساسية هي توضيح كيف أن نيوتن اعتقد أن الجسم الساقط يمكنه أن يكشف تجاربيًا عن حركة الأرض عن طريق تحديد إزاحته عن المحور الرأسي، ولكنه افترض نظريًا بأن الجسم كان سيواصل الحركة لو لم تكن الأرض في طريقه. لم يتفق هوك مع فكرة نيوتن عن كيفية حركة الجسم ما إذا استمر في التحرك. وفي 6 يناير 1680، كتب هوك إلى نيوتن، بأن «الافتراض... بأن الجاذبية تتناسب عكسيًا مع ضعف المسافة إلى المركز، وبالتالي ستكون السرعة متناسبة عكسيًا مع الجذب كما افترض كيبلر بحسب المسافة.» (إلا أن استنتاج هوك عن السرعة في الواقع غير صحيح)

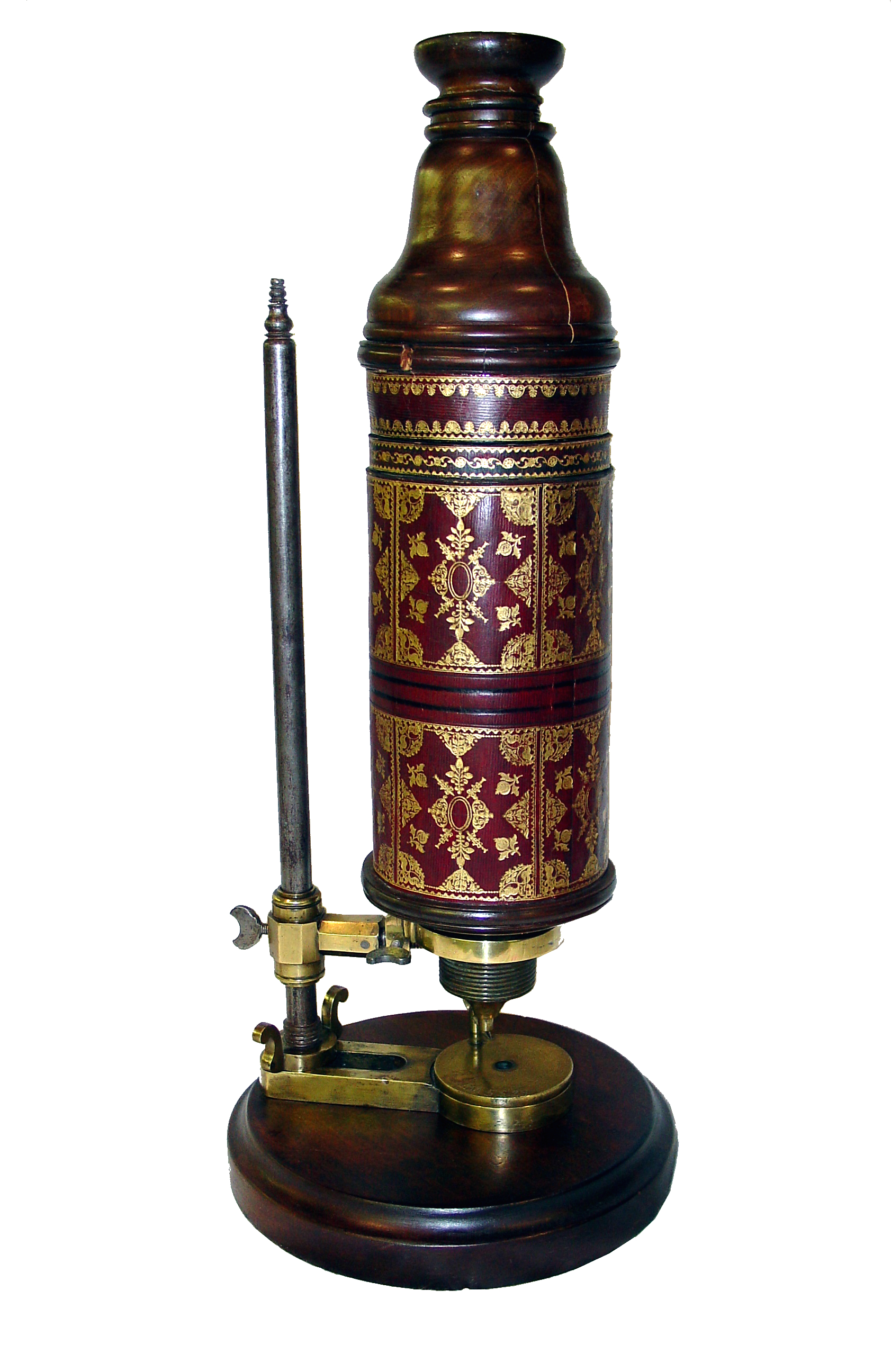
مجهر هوك

وفي عام 1686، عندما أصدر إسحاق نيوتن طبعته الأولى من كتاب 'الأصول الرياضية للفلسفة الطبيعية' التي قدمها إلى الجمعية الملكية، ادعى هوك أن نيوتن اقتبس منه «فكرة» «تناقص الجاذبية عكسيًا مع مربع المسافة إلى المركز». في نفس الوقت (وفقا لتقرير إدموند هالي الذي عاصر الأحداث)، فقد أقر هوك بأن «إثبات المسارات» كانت كلها من أعمال نيوتن. تفترض نظرية حديثة بأن قانون التربيع العكسي توصل إليه عدة أشخاص في أواخر ستينيات القرن السابع عشر لأسباب مختلفة. فقد توصل نيوتن في تلك الفترة إلى أنه إن افترضنا حركة الكواكب في مدار دائري، فإن قوة حركتها تتناسب عكسيًا مع مربع بعدها عن المركز. في مايو 1686، واجه نيوتن إدعاء هوك بأسبقيته في اكتشاف قانون التربيع العكسي، ونفى كون هوك صاحب هذه الفكرة، مبديًا أسبابه بما في ذلك إدعاء آخرين قبل هوك بأسبقيتهم حول اكتشاف هذا القانون. وردّ نيوتن بحزم أيضًا بأنه حتى لو افترض أنه سمع عن القانون من هوك، وهو ما لم يحدث، فإنه ما زال له الحق نظرًا لإثباته للأمر وتطويره رياضيًا، أما زعم هوك دون إثبات ذلك رياضيًا، ما هو إلا تخمين.
من ناحية أخرى، ذكر نيوتن في جميع طبعات كتابه «الأصول الرياضية»، بأن هوك وغيره قد قبلوا بتطبيق قانون التربيع العكسي على النظام الشمسي. اعترف نيوتن أيضًا لهالي بأن مراسلاته مع هوك عامي 1679-1680، قد أيقظت اهتماماته الخاملة بالمسائل الفلكية، ولكن هذا لا يعني وفقًا لنيوتن، بأن هوك قد قال له أي شيء جديد أو أصلي: «الآن أنا لا أدين له بالفضل بأي تنبيه بخصوص هذا العمل، ولكن فقط لجعلي أتحول عن دراساتي الأخرى للتفكير في هذه الأمور، ولطريقته الدوغماتية في الكتابة كما لو أنه اكتشف الحركة البيضاوية، مما دفعني للمحاولة.»

### الفحص المجهري
في عام 1665، نشر هوك كتابه الفحص المجهري، الذي وصف فيه ملاحظات التي توصل إليها باستخدام المجاهر والمقرابات، وبعض الأعمال الأولية في علم الأحياء. استحدث هوك مصطلح خلية في وصف الأعضاء الحيوية. استخدم هوك في ملاحظاته تلك مجهرًا صُنع يدويًا مغطى بالجلد وموشّى بالذهب صنعه كريستوفر وايت في لندن، وهو معروض في المتحف الوطني للصحة والطب في العاصمة الأمريكية واشنطن.
ضم أيضًا كتاب الفحص المجهري أفكار هوك، ربما بويل وهوك حول الاحتراق. استنتج هوك من خلال تجاربه أن الاحتراق يتضمن مادة تختلط مع الهواء، وهو ما يتفق معه العلماء اليوم، لكنها لم تكن فكرة مستساغة حينها. كما استنتج هوك أن عملية التنفس أيضًا تتضمن عنصرًا معينًا من الهواء. يذهب المؤرخ بارتنجتون إلى أبعد من ذلك فيدعي أنه «لو أن هوك واصل تجاربه عن الاحتراق، لكان من المحتمل أن يكتشف الأكسجين».

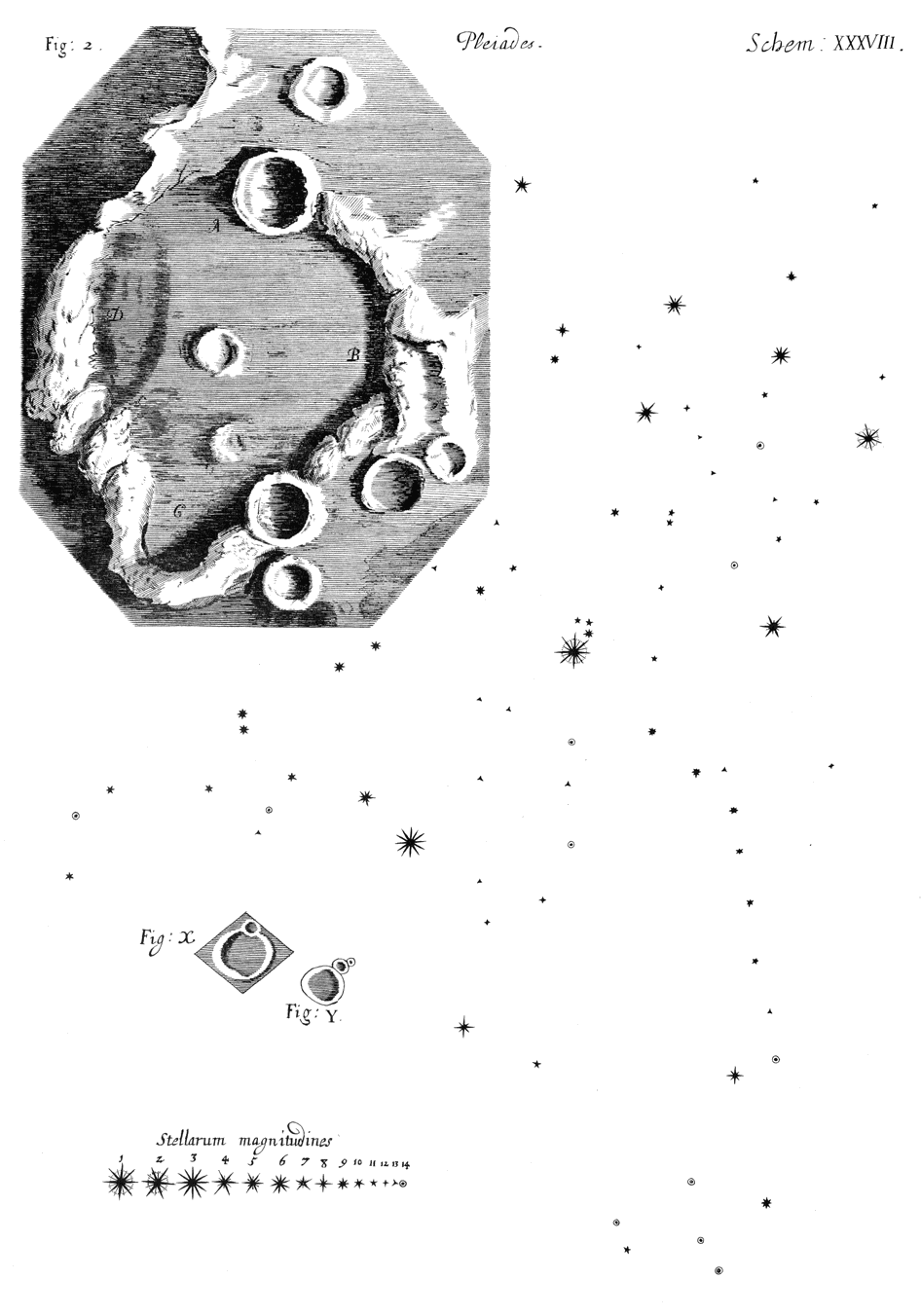
رسم للقمر والثريا في كتابه الفحص المجهري.

أحد المواضيع التي تناولها هوك في كتابه الفحص المجهري، كانت المقارنة بين البنية المجهرية للأخشاب المتحجرة والحية. مما جعله يستنتج أن الكائنات المتحجرة مثل الخشب المتحجر والأحفوريات مثل الأمونيت، كانت بقايا كائنات حية ظلت مطموسة في مياه راكدة غنية بالمعادن. اعتقد هوك بأن هذه الأحفوريات تأريخ موثوق لتاريخ الحياة على الأرض، وعلى الرغم من اعتراضات علماء الطبيعة المعاصرين أمثال جون ري الذي وضع مفهوم الانقراض، بدعوى أن ذلك غير مقبول لاهوتيًا، كما أنه في بعض الحالات، هذه الأحفوريات قد تشمل أنواع انقرضت خلال بعض الكوارث الجيولوجية.

### الفلك
كانت أحد أكثر المشاكل التي تناولتها هوك صعوبة مسألة قياس المسافة بين النجوم (غير الشمس). اختار هوك نجم غاما التنين واستخدم طريقة تقدير التزيح. في عام 1669، وبعد عدة أشهر من المراقبة، اعتقد هوك أنه حقق النتيجة المرجوة. إلا أنه من المعلوم الآن أن المعدات التي استخدمها هوك، لم تكن دقيقة لتجعله يصل إلى قياسات ناجحة. ويعد نجم غاما التنين هو نفس النجم الذي استخدمه جيمس برادلي في اكتشاف الزيغ الضوئي عام 1725.
كان لهوك أنشطة فلكية أخرى، فقد احتوى كتابه الفحص المجهري على رسوم توضيحية للثريا والفوهات القمرية. كان قام بتجارب لدراسة كيفية تكوّن تلك الفوهات. كما راقب هوك أيضًا حلقات زحل، ورصد غاما الحمل إحدى أولى نظم النجوم المزدوجة المكتشفة عام 1664.

### الذاكرة
وفي مساهمات هي الأولى من نوعها، قدم هوك نموذجًا علميًا للذاكرة البشرية. في عام 1682 أمام الجمعية الملكية، اقترح هوك نموذجًا آليًا للذاكرة البشرية تتشابه قليلًا مع النماذج الفلسفية القديمة. يعالج هذا النموذج مكونات الترميز وسعة الذاكرة والتكرار والاسترجاع والنسيان، له بعض دقة التي نتعجب لها حديثًا. أهمل هذا العمل لما يقرب من 200 عام إلى أن قدّم ريتشارد سيمون بين عامي 1919-1923 عمل يحمل مجموعة متنوعة من أوجه التشابه مع عمل هوك، منها افتراض كليهما أن الذاكرة جسدية موقعها في المخ. نشرت هذه المحاضرة بعد وفاته عام 1705، في وسط سلسلة أعماله عن طبيعة الضوء.

## العمارة

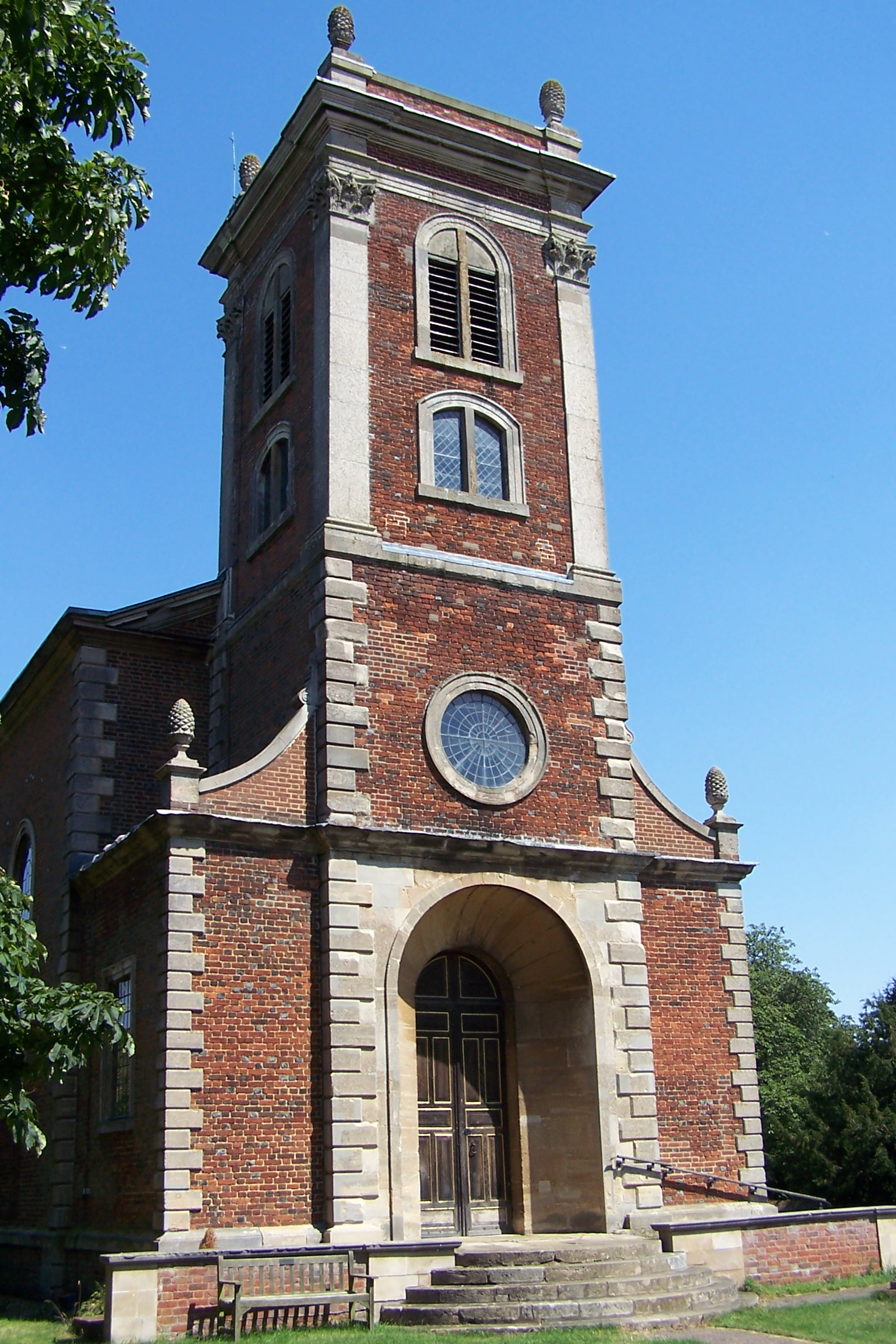
كنيسة ويلين في ميلتون كينز إحدى المبان التي صممها هوك.

عمل هوك كمسّاح لمدينة لندن وكمساعد لكريستوفر رن في عملية إعادة بناء لندن بعد حريق لندن الكبير عام 1666، كما عمل على تصميم النصب التذكاري للحريق، والمرصد الملكي في جرينتش ودار مونتاجو في بلومزبري والمستشفى الملكية في بيدلام. كما صمم هوك مباني الكلية الملكية للأطباء عام 1679، وقاعة راغلي في ووريكشير، وكنيسة الرعية في ويلين في ميلتون كينز في باكينغهامشاير. كما شارك هوك كريستوفر رن في تصميم كاتدرائية سانت بول، الذي شارك هوك فيها بتصميم القبة من البناء تصوره هوك. وشارك أيضًا في تصميم مكتبة بيبس، التي بنيت لحفظ مخطوطات يوميات صموئيل بيبس، التي كانت أكثر روايات شهود العيان موثوقية عن حريق لندن الكبير.
في عملية إعادة الإعمار بعد الحريق الكبير، اقترح هوك إعادة تصميم شوارع لندن على نمط شبكة مع الشوارع والممرات الواسعة، وهو النمط الذي استخدم بعد ذلك في مشاريع تجديد باريس وليفربول والكثير من المدن الأمريكية. تعرض هذا المقترح للكثير من المعارضات من أصحاب الأملاك بدعوى حقوق الملكية، ومحاولات أصحاب الأملاك تعديل حدودهم خلسة. ولعب هوك دورًا بارزًا في تسوية العديد من تلك النزاعات، وذلك بسبب كفاءته كمساح ولباقته كمحكم. وقد أفرد مايكل كوبر دراسة مستفيضة حول أعمال هوك المعمارية في كتاب له.

## صورته وشكله

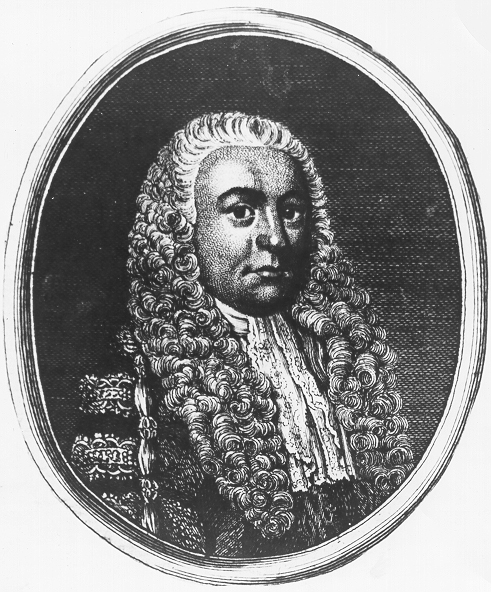
الصورة التي زعمت مجلة تايم أنها لهوك.

لا توجد صورة أكيدة باقية لروبرت. يرجع ذلك البعض إلى الصراع الساخن الذي كان بين هوك وإسحاق نيوتن، إلا أن آلان تشابمان كاتب سيرة هوك يرفض تلك الأسطورة التي تتهم نيوتن أو مساعديه بالتدمير المتعمد لصورة هوك. في عام 1710، زار الأثري والباحث الألماني زكرياس كونراد فون أوفنباخ الجمعية الملكية، وذكر أنه أثناء الزيارة شاهد صورًا لبويل وهوك، ورغم ذلك بقيت صورة بويل، وفقدت صورة هوك. في زمن هوك، كانت اجتماعات الجمعية الملكية تعقد في كلية غريشام، ولكن بعد أشهر من وفاته وتولي نيوتن رئاسة الجمعية، تقرر نقلها إلى موقع جديد. وبعد سنوات عندما انتهى تجهيز المقر الجديد عام 1710، فقدت صورة هوك في الجمعية الملكية حتى الآن.
بقي وصفان معاصران لهوك، الأول لصديقه المقرب أوبري جون، الذي وصف هوك وهو في منتصف العمر وفي أوج قوته الإبداعية: «كان متوسط الحجم، أحدب قليلًا، شاحب الوجه، رأسه ضخم، عيناه كبيرة ورمادية اللون، شعره ناعم بني اللون»
أما الثاني فهو وصف لهوك وهو مسن كتبه ريتشارد والر: «كطبعه كان حقيرًا أحدبًا للغاية، ورغم أني سمعته بنفسي أنا وغيري، أنه بقي سويًا حتى سن السادسة عشر، عندما مارس عادات منحرفة مرات عدة... كان دائمًا شاحبًا جدًا وهزيلًا، لا شيء سوى جلد وعظام، عيناه كانتا كبيرتان ورماديتان، ذات نظرات حادة خاصة عندما كان أصغر سنًا؛ أنفه رفيع متوسط الحجم والطول؛ فمه واسع وشفته العلوية رفيعة؛ ذقنه حادة، وجبهته كبيرة؛ ورأسه متوسطة الحجم. لم يكن يرتدي شعرًا مستعارًا، وكان يظهر بشعر البني الداكن الطويل للغاية والمنسدل على وجهه دون تهذيب..»

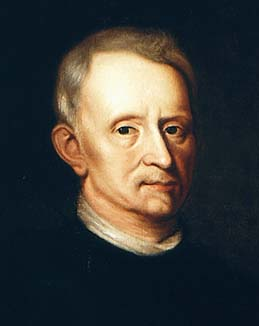
صورة مزعومة لهوك، إلا أنها في الواقع لفان هيلموت.

وفي 3 يوليو 1939، نشرت مجلة تايم صورة افتراضية لهوك. ومع ذلك، عندما تتبعت الباحثة آشلي مونتاجو مصدرها، وجدت أنها تفتقر لأي صلة يمكن التحقق منها أنها لهوك. وعلاوة على ذلك، وجدت مونتاجو أن أوصاف المعاصرين لهوك تتوافق فيما بينها، لكنها لا تتطابق مع صورة تايم المزعومة. وفي عام 2003، إدعت المؤرخة ليزا جاردين أنها اكتشفت مؤخرًا صورة لهوك، إلا أن الادعاء دحضه ويليام جينسن الباحث في جامعة سينسيناتي. فاللوحة التي حددتها جاردين، في الواقع، تصور العالم الفلمنكي فان هيلموت.
ومن الصور الأخرى المدعاة لهوك ما يلي:
- ختم هوك الذي يعرض صورة لرأس رجل، أكد البعض أنها صورته.
- صورة في غلاف طبعة عام 1728 من موسوعة إفرايم تشامبرز للعلوم والفنون، تظهر رسمًا لتمثال روبرت هوك.[70]
- نافذة تذكارية[71] موجودة في أسقفية القديسة هيلين في لندن، تدمرت في تفجيرات حدثت عام 1993.

وفي عام 2003، شرعت الرسامة التاريخية ريتا جرير في مشروع بتمويل ذاتي لإحياء ذكرى هوك. هدف المشروع لإنتاج صور ذات مصداقية له، تتوافق مع وصف معاصريه أوبري جون وريتشارد والر. استخدمت صور جرير لهوك، في البرامج التلفزيونية في المملكة المتحدة والولايات المتحدة، وفي المجلات والكتب.

## وصلات خارجية
- روبرت هوك على موقع الموسوعة البريطانية (الإنجليزية)
- روبرت هوك على موقع إن إن دي بي (الإنجليزية)
- روبرت هوك (1635–1703) - متحف علم المتحجرات بجامعة كاليفورنيا
- النصب التذكاري - د. روبرت هوك
- روبرت هوك بإدارة مدرسة وستمنستر
- التسلسل الزمني لحياة هوك
- ليوناردو إنجلترا نسخة محفوظة 30 أكتوبر 2007 على موقع واي باك مشين.، محاضرة عن روبرت هوك
- تمثال نصفي منحوت لروبرت هوك
- الفحص المجهري Micrographia
  - Hooke's الفحص المجهري، في مشروع غوتنبرغ
  - الفحص المجهري لهوك، في مكتبة قاعة ليندا
- "روبرت بويل وروبرت هوك". مؤرشف من الأصل في 2007-09-26.
- اكتشاف مخطوطة مفقودة لروبرت هوك في الغارديان
- شراء مخطوطة لصالح الجمعية الملكية في الغارديان
- جولة بانورامية في كنيسة هوك في ويلين من عمل بيتر لويد
- استكشاف أرشيفاتنا، مدونة باحثين في الجمعية الملكية حول مخطوطة هوك المفقودة
- Westfall، Richard S. "Robert Hooke". Rice University (The Galileo Project). مؤرشف من الأصل في 2020-02-07. اطلع عليه بتاريخ 2008-02-16.
- Cooper، Michael (11 مايو 2008). "Now that the dust has settled: A view of Robert Hooke post-2003". مؤرشف من الأصل في 2020-03-28. اطلع عليه بتاريخ 2008-12-22.